# XMM-牛顿卫星
XMM-牛顿卫星（英語：X-ray Multi-Mirror Newton）是欧洲空间局1999年发射的一颗X射线天文卫星，具有极高的谱分辨本领。

## 歷史
XMM-牛顿计划始于1984年，1997年3月开始建造，原名为“高通量X射线分光任务”（The High-Throughput X-ray Spectroscopy Mission），为了纪念发明了分光镜的牛顿而命名XMM-牛顿卫星，其中是（X射线多镜面任务）的缩写。1999年12月10日，XMM-牛顿卫星在法属圭亚那的库鲁发射场用发射升空。它的轨道是椭圆形，近地点7,000公里，远地点114,000公里，轨道倾角40度，周期48小时。XMM-牛顿卫星原计划寿命为两年，但是至少
将延長任務期至2010年。

## 儀器
XMM-牛顿卫星重3.8吨，长10米，太阳能电池帆板展开后宽16米。卫星上搭载的主要科学仪器有：
- 3台掠射式X射线望远镜，每个望远镜由58个套筒组成，采用沃尔特Ⅰ型构造，最大的一层直径为70厘米，焦距为7.5米[1]，总接收面积达到4,300平方厘米，是由意大利科学家制造的。
- 三台欧洲光子成像照相机（EPIC），工作能段为0.2-12keV，位于X射线望远镜的焦平面上，用于X射线成像、X射线测光和中等分辨率分光。其中两台为（金属氧化半导体）照相机，由7块不共面的芯片组成，另一台为照相机，由12块共面的芯片组成。
- 两台反射式光栅分光仪（RGS），位于X射线望远镜的焦平面上，可以获得高分辨率的X射线光谱。
- 光学监视器（OM），是一个口径30厘米的R-C式光学／紫外望远镜